# Чарльз Доріан
Чарльз Доріан (англ. Charles Dorian; 27 червня 1891, Санта-Моніка, Каліфорнія, США — 21 жовтня 1942, Альбукерке, Нью-Мексико, США) — американський помічник режисера та актор, найбільшу популярність отримав за роботу над фільмами «Плоть і диявол» (1926), «Траса 98» (1928) і «Пісня розбійника» (1930). Він знявся у 27 фільмах між 1915 і 1920 роками.
У 1934 році Чарльз виграв премію «Оскар», як найкращий помічник режисера.

## Фільмографія

### Актор
- 1920: / When the Cougar Called
- 1920: Палата Кайнтуків / Kaintuck's Ward
- 1920: Сліпий шанс / Blind Chance
- 1919: Тимчасові аліменти / Temporary Alimony
- 1919: Зеленоокий Джонні / Green-Eyed Johnny
- 1919: Запечатаний конверт / The Sealed Envelope
- 1918: Рудоволосий Купідон / The Red-Haired Cupid
- 1918: Всю ніч / All Night
- 1918: Кінець пекла / Hell's End
- 1918: Економіка пана Міллера / Mr. Miller's Economies
- 1918: Суспільство на продаж / Society for Sale
- 1918: Їх сусідська дитина / Their Neighbor's Baby
- 1918: Прогрес невинних / Innocent's Progress
- 1918: Відповідь / The Answer
- 1917: Нищівний удар / Strike One
- 1917: Потрапивши під призов / Caught in the Draft
- 1917: Перехід в суспільство / Busting Into Society
- 1917: Сірий Привид / The Gray Ghost
- 1917: Коробка трюків / A Box of Tricks
- 1917: Голос на дроті / The Voice on the Wire
- 1917: Романтика старого солдата / An Old Soldier's Romance
- 1916: Штраф за зраду / The Penalty of Treason
- 1916: За любов і золото / For Love and Gold
- 1916: Чарівний злочин / A Charming Villain
- 1916: Його мамин синок / His Mother's Boy
- 1916: Онда зі сходу / Onda of the Orient
- 1915: Одинокий Ларрі / Lone Larry

### Помічник режисера
- 1939: Секрет доктора Кілдара / The Secret of Dr. Kildare
- 1939: Танцююча студентка / Dancing Co-Ed
- 1939: Шантаж / Blackmail
- 1939: Чудеса на продаж / Miracles for Sale
- 1939: Цей чудовий світ / It's a Wonderful World
- 1939: Пригоди Гекльберрі Фінна / The Adventures of Huckleberry Finn
- 1936: Після тонкої людини / After the Thin Man
- 1936: Чудова інсинуація / The Gorgeous Hussy
- 1936: Незахищений час / The Unguarded Hour
- 1936: Дружина проти секретарки / Wife vs. Secretary
- 1935: О, дикість! / Ah Wilderness!
- 1935: Анна Кареніна / Anna Karenina
- 1935: Безрозсудний / Reckless
- 1934: Весела наречена / The Gay Bride
- 1934: / Outcast Lady
- 1934: Седі Мак-Кі / Sadie McKee
- 1933: Королева Крістіна / Queen Christina
- 1933: Нічний політ / Night Flight
- 1933: Дивлячись вперед / Looking Forward
- 1932: Швидке життя / Fast Life
- 1932: Блондинка з вар'єте / Blondie of the Follies
- 1932: Рудоволоса бестія / Red Headed Woman
- 1932: Летті Лінтон / Letty Lynton
- 1932: Гранд Готель / Grand Hotel
- 1932: Емма / Emma
- 1931: Одержима / Possessed
- 1931: Вільна душа / A Free Soul
- 1931: Світанок / Daybreak
- 1931: Натхнення / Inspiration
- 1930: Пісня розбійника / The Rogue Song
- 1929: Жіноче диво / Wonder of Women
- 1928: Жіночі справи / A Woman of Affairs
- 1928: Траса 98 / The Trail of '98
- 1926: Плоть і диявол / Flesh and the Devil
- 1925: Орел / The Eagle
- 1925: / The Goose Woman
- 1925: Тліюча пожежа / Smouldering Fires
- 1924: Метелик / Butterfly
- 1920: Останній з могікан / The Last of the Mohicans
- 1920: Великий визволитель / The Great Redeemer